# エドバルド・モーセル
エドバルド・インギャルド・モーセル（諾: Edvard Ingjald Moser、1962年4月27日 -）はノルウェーの心理学者、神経科学者であり、トロンハイムのノルウェー科学技術大学 (NTNU) にあるカヴリ統合神経科学研究所・ニューロコンピューティングセンター (Kavli Institute for Systems Neuroscience and Centre for Neural Computation) で所長を務めている。また現在は主に、ドイツのミュンヘン近くにあるマックス・プランク神経生物学研究所で客員研究員として活動している。
モーセルと彼の元妻マイブリット・モーセル（2016年離婚）は1996年に NTNU で心理学・神経科学の準教授 (associate professor) に就任した。2002年には記憶生物学センター (Centre for the Biology of Memory, CBM) の設立に、2007年には統合神経科学研究所 (Institute for Systems Neuroscience) の設立に協力し、空間表象の大脳生理学的なメカニズムの研究で新領域を開いた。
モーセルは彼個人でいくつか賞を受賞しているが、ルイザ・グロス・ホロウィッツ賞、カール・スペンサー・ラシュレー賞など多くの賞を元妻と共同受賞している。2014年に彼らはノーベル生理学・医学賞をジョン・オキーフと共同受賞した。授賞理由は「脳における空間認知システムを構成する細胞の発見」である。同年、モーセルは米国科学アカデミーの外国人会員になった。

## 生い立ち
モーセルはオーレスンで育った。彼の両親は1950年代にドイツからノルウェーに移民してきた。彼の母はエッセンの、父はクロンベルク・イム・タウヌスの出身である。彼の一家は元は Haramsøya に住み、そこで父はパイプオルガン製作者として働いていた。後に彼らは、Hareid へ、次いで Ålesund へ移り住んだ。オスロ大学在学中の1985年にマイブリット・モーセルと学生結婚した。

## 業績
モーセル夫妻（当時）はともに、1990年にオスロ大学で心理学の学位を得て、1995年に神経生理学で博士号を得た。彼は数学と統計学も学んだ。キャリアの初期において、彼は Per Andersen の下で働いた。
モーセル夫妻（当時）は1994年から1996年の間、エディンバラ大学の神経科学センターに移り、Richard G. Morris の元で博士研究員として働き、ユニヴァーシティ・カレッジ・ロンドンのジョン・オキーフの下で客員博士研究員となった。
モーセル夫妻（当時）は1996年にノルウェーへ戻り、トロンハイムのノルウェー科学技術大学 (NTNU) で生物心理学の準教授を1998年まで務め、同年に NTNU の神経科学の正教授に昇進した。加えて、2002年には記憶生物学センター (Centre for the Biology of Memory) の、2007年にはカヴリ統合神経科学研究所の設立を主導した。
彼は、ノルウェー王立学術院 (Royal Norwegian Society of Sciences and Letters)、ノルウェー科学文学アカデミー (Norwegian Academy of Science and Letters)、ノルウェー技術科学アカデミー (Norwegian Academy of Technological Sciences)の会員である。

## 受賞
- 1999年 - Prize for young scientists awarded by the Royal Norwegian Academy for Sciences and Letters
- 2005年 - アルデン・スペンサー賞
- 2006年 - 14th Betty and David Koetser Award for Brain Research (University of Zürich)
- 2006年 - 10th Prix "Liliane Bettencourt pour les Sciences du Vivant" 2006 (Fondation Bettencourt, Paris)
- 2008年 - 30th Eric K. Fernström’s Great Nordic Prize (Fernström Foundation, University of Lund)
- 2011年 - ルイ＝ジャンテ医学賞
- 2011年 - Anders Jahre Award（マイブリット・モーセルと共同受賞）[11]
- 2012年 - Perl-UNC Neuroscience Prize（マイブリット・モーセルと共同受賞）[12]
- 2013年 - ルイザ・グロス・ホロウィッツ賞（マイブリット・モーセル、ジョン・オキーフと共同受賞）[13]
- 2014年 - カール・スペンサー・ラシュレー賞（マイブリット・モーセルと共同受賞）[14]
- 2014年 - 米国科学アカデミーの外国人会員[15]
- 2014年 - ケルバー欧州科学賞（エドバルド・モーセルと共同受賞）
- 2014年 - ノーベル生理学・医学賞（マイブリット・モーセル、ジョン・オキーフと共同受賞）[16]

## その他
エドバルド・モーセルは2004年から『サイエンス』誌で査読編集委員を、2005年から『ジャーナル・オブ・ニューロサイエンス』誌で査読編集員を務めている。2006年からは欧州神経科学会 (European Neuroscience meeting, FENS Forum) のプログラム委員会議長を務めている。

## 主な著作
- Moser, E.I., Mathiesen, I. & Andersen, P. (1993). Association between brain temperature and dentate field potentials in exploring and swimming rats. Science, 259, 1324-1326.
- Brun, V.H., Otnæss, M.K., Molden, S., Steffenach, H.-A., Witter, M.P., Moser, M.-B., Moser, E.I. (2002). Place cells and place representation maintained by direct entorhinal-hippocampal circuitry. Science, 296, 2089-2284.
- Fyhn, M., Molden, S., Witter, M.P., Moser, E.I. and Moser, M.-B. (2004). Spatial representation in the entorhinal cortex.Science, 305, 1258-1264.
- Leutgeb, S., Leutgeb, J.K., Treves, A., Moser, M.-B. and Moser, E.I. (2004). Distinct ensemble codes in hippocampal areas CA3 and CA1. Science, 305, 1295-1298.
- Leutgeb, S., Leutgeb, J.K., Barnes, C.A., Moser, E.I., McNaughton, B.L., and Moser, M.-B (2005). Independent codes for spatial and episodic memory in the hippocampus. Science, 309, 619-623.
- Hafting, T., Fyhn, M., Molden, S., Moser, M.-B., and Moser, E.I. (2005). Microstructure of a spatial map in the entorhinal cortex.Nature, 436, 801-806.
- Colgin, L.L, and Moser, E.I. (2006). Rewinding the memory record. Nature, 440, 615-617.
- Sargolini, F., Fyhn, M., Hafting, T., McNaughton, B.L., Witter, M.P., Moser, M.-B., and Moser, E.I. (2006). Conjunctive representation of position, direction and velocity in entorhinal cortex. Science, 312, 754-758.
- Leutgeb, J.K., Leutgeb, S., Moser, M.-B., and Moser, E.I. (2007). Pattern separation in dentate gyrus and CA3 of the hippocampus. Science, 315, 961-966.
- Fyhn, M., Hafting, T., Treves, A., Moser, M.-B. and Moser, E.I. (2007). Hippocampal remapping and grid realignment in entorhinal cortex. Nature, 446, 190-194.
- Hafting, T., Fyhn, M., Bonnevie, T., Moser, M.-B. and Moser, E.I. (2008). Hippocampus-independent phase precession in entorhinal grid cells. Nature 453, 1248-1252.
- Kjelstrup, K.B., Solstad, T., Brun, V.H., Hafting, T., Leutgeb, S., Witter, M.P., Moser, E.I. and Moser, M.-B. (2008). Finite scales of spatial representation in the hippocampus. Science 321, 140-143.
- Solstad, T., Boccara, C.N., Kropff, E., Moser, M.-B. and Moser, E.I. (2008). Representation of geometric borders in the entorhinal cortex. Science, 322, 1865-1868.
- Moser, E.I., Moser, M-B. (2011). Crystals of the brain. EMBO Mol. Med. 3, 1-4.
- Moser, E.I., Moser, M-B. (2011). Seeing into the future. Nature, 469, 303-4
- Jezek, K., Henriksen, EJ., Treves, A., Moser, E.I. and Moser, M-B. (2011). Theta-paced flickering between place-cell maps in the hippocampus. Nature, 478, 246-249.
- Giocomo, LM., Moser, E.I., Moser, M-B. (2011) Grid cells use HCN1 channels for spatial scaling. Cell, 147, 1159-1170.
- Igarashi, KM., Lu L., Colgin LL., Moser M-B., Moser EI. (2014) Coordination of entorhinal-hippocampal ensemble activity during associative learning. Nature 510, 143-7.